# Fausta beybienkoi
Fausta beybienkoi är en tvåvingeart som beskrevs av Zimin 1960. Fausta beybienkoi ingår i släktet Fausta och familjen parasitflugor. Inga underarter finns listade i Catalogue of Life.